# Victor Goerttler

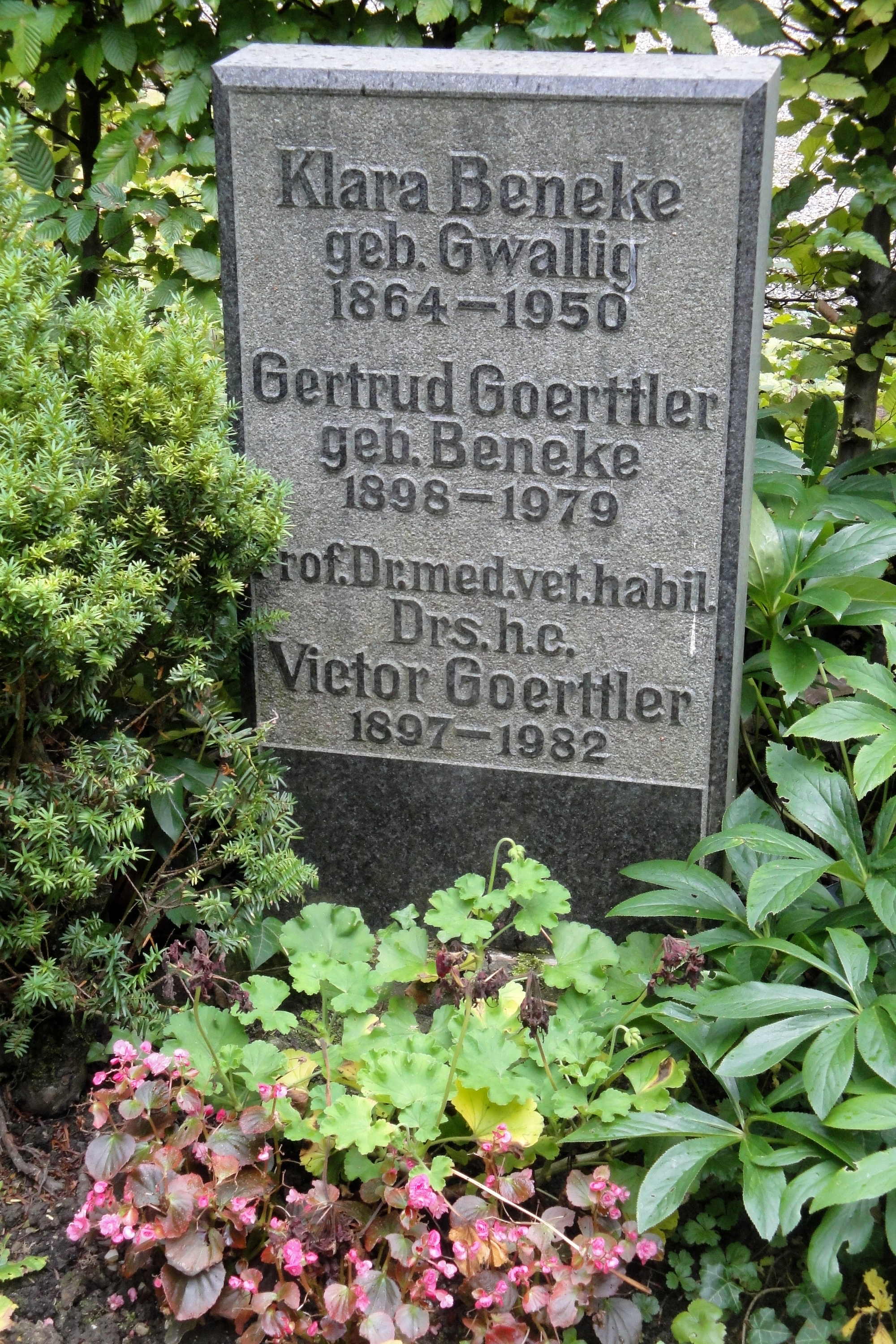
Grab von Victor Goerttler auf dem Nordfriedhof in Jena

Victor Goerttler, auch Viktor Goerttler, vollständig Günther Heinrich Victor Goerttler (* 5. Januar 1897 in Sondershausen; † 4. Juli 1982 in Jena) war ein deutscher Tierarzt. Er war Professor für Tierheilkunde an der Universität Jena und Gründungsdirektor des Instituts für bakterielle Tierseuchenforschung.

## Leben
Victor Goerttler war Sohn eines Finanzbeamten, sein jüngerer Bruder war der Anatom Kurt Goerttler. Nach dem im Herbst 1914 abgelegten Abitur meldete er sich im beginnenden Ersten Weltkrieg als Kriegsfreiwilliger zum Hohenzollernschen Fußartillerie-Regiment, ab 1917 war er Offizier. Nach Kriegsende studierte Goerttler ab 1919 Veterinärmedizin an den Universitäten Gießen und München. Im Jahr 1920 begann er mit der Dissertationsarbeit an der Tierseuchenstelle der Thüringischen Landesanstalt für Viehversicherung in Jena. 1922 wurde er an der Universität Gießen magna cum laude promoviert.
In den Jahren 1923 bis 1924 wirkte Goerttler am Aufbau der bakteriologisch-pharmazeutischen Abteilung der Cedenta-Werke in Berlin-Lichterfelde mit, wo er u. a. an einem Impfstoff gegen Maul- und Klauenseuche forschte. Anschließend wechselte er an die Deutsche Celluloid-Fabrik (DCF) in Eilenburg, wo er in einer neu geschaffenen Abteilung (dem Serum-Werk) an der Entwicklung und Fertigung von Impfstoffen arbeitete. Daneben hatte er eine tierärztliche Praxis in Eilenburg. Ende 1925 wechselte er in die preußische Veterinärverwaltung: als Oberassistent am Staatlichen Veterinär-Untersuchungsamt in Potsdam leitete er die serologische Abteilung und erforschte Methoden der bakteriologischen Seuchendiagnostik. Im Jahr 1928 bestand er die Veterinärratsprüfung und wurde zum Veterinärrat für Stadt- und Landkreis Göttingen sowie Münden ernannt. Seine Aufgaben waren die veterinärpolizeiliche Seuchenbekämpfung, die Lebensmittelüberwachung und der Tierschutz. Daneben arbeitete er wissenschaftlich am Tierärztlichen Institut der Universität Göttingen unter der Leitung von Siegmund Schermer. Zum 1. Mai 1933 trat Goerttler der NSDAP bei (Mitgliedsnummer 2.376.516). Im Jahr 1935 wurde er zum Regierungs- und Veterinärrat befördert und in die Veterinärabteilung des Reichsministeriums und Preußischen Ministeriums des Innern aufgenommen. Dort wirkte er als Referent für tierärztliche Lebensmittelüberwachung, Molkereiwesen, Tierzucht, für die Bekämpfung nicht anzeigepflichtiger Seuchen sowie für tierärztliche Fortbildung.
Die Friedrich-Wilhelms-Universität Berlin verlieh ihm im Jahr 1937 die Lehrbefugnis als Hochschullehrer (Venia Legendi). 1938 wurde er mit Unterstützung von Siegmund Schermer als ordentlicher Professor für Tierheilkunde an die Universität Jena berufen. Der Jenenser Rektor Karl Astel, ab 1940 Dozent für Rassenhygiene, Kulturbiologie und rassenhygienische Philosophie, zählte Goerttler zu seinen Genossen. Nach Ende des Zweiten Weltkrieges wurde er wegen seiner politischen Vergangenheit kurzzeitig entlassen. Er trat im Jahr 1945 der SPD bei und wurde durch deren Zwangsvereinigung mit der KPD 1946 automatisch Mitglied der SED. Nach seiner Entlastung im Entnazifizierungsverfahren erfolgte 1947 seine Rehabilitierung und erneute Berufung auf den Lehrstuhl für Tierheilkunde. In den Jahren 1947 bis 1963 war er außerdem Direktor der Veterinäranstalt in Jena. In den Räumen der Veterinäranstalt war die Tierseuchenstelle untergebracht, aus der im Jahr 1946 das Thüringische Veterinäruntersuchungs- und Tiergesundheitsamt (VUTGA) in Jena hervorging, das von Goerttler geleitet wurde. 1953 war er maßgeblich an der Gründung der Landwirtschaftlichen Fakultät der Universität Jena beteiligt. Er war deren erster Dekan von 1953 bis 1955, anschließend bis 1959 Prodekan.
Im Juli 1954 wurde er Gründungsdirektor des Instituts für bakterielle Tierseuchenforschung (ITSF) der Deutschen Akademie der Landwirtschaftswissenschaften (aus dem später der Standort Jena des Friedrich-Loeffler-Instituts hervorging). Themen seiner Forschung in der Nachkriegszeit waren u. a. die Bekämpfung von Rotlauf, Tollwut und Rindertuberkulose. Im Jahr 1955 wurde Goerttler zum Korrespondierenden Mitglied der damaligen Deutschen Akademie der Wissenschaften zu Berlin gewählt. 1961 wurde er Ordentliches Mitglied der Akademie sowie in der Sektion Veterinärmedizin in die Leopoldina aufgenommen.

## Veröffentlichungen (Auswahl)
- mit Georg Francke: Allgemeine Epidemiologie der Tierseuchen. Zusammenfassende Darstellg unserer Kenntnisse vom Wesen der Tierseuchen für Tierärzte, Ärzte, Landwirte und Studierende. Ferdinand Enke, Stuttgart 1930.
- mit Jonas Schmidt, Joachim Kliesch: Lehrbuch der Schweinezucht. Züchtung, Ernährung, Haltung und Krankheiten des Schweines. 3. Auflage. Parey, Berlin/Hamburg 1956 [1941].
- Die Fortpflanzungsstörungen bei den Haustieren. Deutscher Bauernverlag, Berlin 1954.
- mit Erna Weber: Bovine Tuberkulose als Ursache humaner Tuberkulose. Ferdinand Enke, Stuttgart 1954.
- mit Werner Krüger: Rindertuberkulose – hilf mit bei der Tilgung! Hirzel, Leipzig 1956.
- Vom literarischen Handwerk der Wissenschaft. Eine Plauderei mit Zitaten und Aphorismen. Parey, Berlin/Hamburg 1965.
- Neufundländer und Landseer. 5. Auflage. Westarp, Hohenwarsleben 2006 [1966].

## Ehrungen
- Nationalpreis der DDR III. Klasse (1953)
- Ehrendoktorwürde der Karl-Marx-Universität Leipzig (1953)[15]
- Vaterländischer Verdienstorden in Bronze (1958)
- Ehrendoktorwürde der Landw. Fakultät der Friedrich-Schiller-Universität Jena (1966)
- Ehrennadel der Nationalen Front in Silber (1972) und Gold (1975)
- Robert-Koch-Medaille (1982)

In Jena-Winzerla wurde eine Straße nach Victor Goerttler benannt. Dort hat die Thüringer Tierseuchenkasse ihren Sitz.